# Antonio Iovine
Antonio Iovine (San Cipriano d'Aversa, 20 settembre 1964) è un mafioso e collaboratore di giustizia italiano.
Insieme a Michele Zagaria e Francesco Schiavone, è stato uno dei principali boss camorristici del clan dei Casalesi, ora è un pentito.

## Biografia

### L'inizio della carriera criminale
Antonio Iovine incominciò presto la sua carriera criminale, difatti il soprannome ’o Ninno (il Bambino) gli venne affibbiato proprio perché venne arrestato in giovane età. Proviene da una famiglia di tradizione camorristica; suo fratello Carmine venne ucciso nel 1994, sua sorella Anna è stata arrestata per estorsione, suo parente era anche Mario Iovine, braccio destro di Antonio Bardellino, ucciso in Portogallo nel 1991.

### La latitanza e l'arresto
Resosi latitante nel 1996 e inserito nell'elenco dei trenta latitanti più pericolosi d'Italia, il 17 novembre 2010 termina una latitanza durata 14 anni, tratto in arresto dal personale della Squadra Mobile della Questura di Napoli in un covo a Casal di Principe, nella quinta traversa di via Cavour 12, in casa di Marco Borrata, considerato un suo fiancheggiatore.
Dopo l'arresto, Iovine venne trasferito nel carcere di Badu 'e Carros (Nuoro), lo stesso dove venne detenuto anche Attilio Cubeddu, in regime di 41 bis. Il 6 dicembre 2010 ebbe un riservatissimo colloquio col Procuratore Nazionale Antimafia Pietro Grasso. Voci parlarono della possibilità di un pentimento di Iovine, ma Grasso smentì prontamente la notizia.

### Il processo Spartacus e le condanne
Il 19 giugno 2008, nel processo d'appello del maxi-processo Spartacus, viene condannato in contumacia all'ergastolo, insieme con altri componenti del clan dei Casalesi.
A Iovine viene attribuita la capacità di espandere gli interessi del clan ben oltre i confini campani. È Iovine, per gli inquirenti, a rappresentare per anni la camorra che fa affari e che ricicla i proventi delle attività illecite, droga e racket su tutte, nell'economia pulita e nel business del cemento fino a costruire l'impero di ‘Gomorra’, come testimoniato dai continui sequestri di beni disposti da parte della magistratura.

### Il pentimento
Nel maggio del 2014 decide di pentirsi e di collaborare con la Procura della Repubblica di Napoli ricostruendo il complesso delle attività e dei rapporti del clan dei Casalesi, dalla gestione delle attività criminali, alle guerre fra clan ai rapporti con esponenti politici. Ha rivelato di aver corrotto un giudice tramite il suo ex avvocato Michele Santonastaso per ottenere l'assoluzione nei processi per gli omicidi di Nicola Griffo (30 anni in primo grado, assolto in appello in cambio di 200 milioni di lire) e di Ubaldo e Antonio Scamperti (ergastolo in primo grado, assolto in appello). Con le stesse modalità sarebbe stato assolto anche l'altro boss Michele Zagaria, il quale si sarebbe però rifiutato di dare i 250.000 euro a Santonastaso perché, a suo dire, l'assoluzione non sarebbe dipesa dal suo intervento.
Nel frattempo il 19 maggio i magistrati chiedono la sua assoluzione nel processo riguardante le intimidazioni allo scrittore Roberto Saviano e alla giornalista Rosaria Capacchione perché "non c'è la possibilità di dimostrare la sua colpevolezza".

## Televisione
- Sotto copertura - Fiction RAI la cui prima stagione del 2015 racconta la cattura di Iovine. Nella serie il boss è interpretato da Guido Caprino.